# 「犬神家の一族」オリジナルサウンドトラック
『「犬神家の一族」オリジナルサウンドトラック』（いぬがみけのいちぞくオリジナルサウンドトラック）は、1976年に公開された、角川映画第一弾『犬神家の一族』のサウンドトラックである。

## 解説
当時は映画が先にあり、その映画音楽も、話題になりサントラ盤が売れることなどめったになかった。角川春樹は、日本映画の中の映画音楽のポジションが低い現状（日本映画は概して映画音楽を疎んじており、映画から聴こえてくる音楽など、誰も注意していない、どんなに苦労して音楽を書いても誰も気づかないという意見が多いため、予算は全体の残りの中から捻出されるのがほとんど）から、日本の映画音楽も革新しようと考え、『犬神家の一族』では、通常の日本映画の音楽制作費の3倍とも言われる予算を組み、当時最先端のフュージョンの大野雄二を起用した。大野を採用したのは、ジャズ畑出身で、クラシック、ラテン、その他の音楽スタイルを探り込める技量をそなえていた点が決定代になった。大野も映画音楽は初めての担当となった。
映画公開より先にサントラ盤が発売されることも当時は珍しく、映画が10月16日公開なのに、主題曲「愛のバラード」はシングル盤として9月25日に先行リリースされ、サントラ盤は公開直後の10月25日に発売された。さらに本映画はクランクアップ前に主題曲が作られ、しかも最良の音質を実現するため、16トラックのレコーディング・テープを用い、大規模な設備のもとに音楽録音が行われた。
本映画は、映画と同時に「横溝正史フェア」と題した文庫本の売り出しも盛んに行われ、そのコーナーが設けられている書店では、映画のポスターで周りを装飾され、ラジカセからは「愛のバラード」が繰り返し流された。劇場では休憩時間、劇場の売店で、この「愛のバラード」を求める行列ができるほどで、映画音楽としては売れたほうであったが、ヒットしたとは言えなかった。
この映画で主題歌を用いなかったのは、松竹映画の『砂の器』のサントラ盤（歌唱はなく、ピアノ協奏曲「宿命」が主のアルバム）が日本映画として売れたため、歌をメインで押し出すのはよくないのではという迷いが、角川春樹にあったためだという。
これらの新しい音には、市川崑も難色を示し、大野に対してダメ出しをした。しかし、このレコーディングでコンダクターを務めていた映画音楽指揮者：吉沢博（市川より年上）が、「あんたねぇ、大野さんに任せたんなら現場でごちゃごちゃ言いなさんな!」と、一喝したという。
映画本編では、他に多くの楽曲が使用され、さらに音楽演出にこだわる映画監督・市川崑の嗜好に従い、多重録音したマルチ・テープから編集された楽曲が、作劇演出、映像効果に鑑みて当てられた。サントラ盤に収録された楽曲と、映画本編から聞こえる音楽の印象がかなり異なるのは、市川の意思を受け入れた音響スタッフが素材（サントラ盤収録曲も含められる）を加工したことに起因している。

## 収録曲
全編インストゥルメンタル。

### SIDE A
1. 愛のバラード  –  (4:28)
2. 怨念  –  (7:31)
3. 呪い住みし館  –  (1:59)
  - 曲の冒頭「グワン〜」という音は、本編に出演している川口晶の発案によるもの[4]。
4. 仮面  –  (5:17)
5. 終焉  –  (2:11)
6. 愁いのプロローグ  –  (1:27)

### SIDE B
1. 憎しみのテーマ  –  (3:59)
2. 瞑想  –  (2:44)
3. 湖影  –  (2:32)
4. 祈り（「愛のバラード」より）  –  (2:46)
5. 受難の血  –  (2:52)
6. 幻想  –  (2:34)
7. 孤独（「愛のバラード」より）  –  (3:36)

### ボーナス・トラック
2006年リリースの『「犬神家の一族」Original Soundtrack』ディスク2には、ボーナス・トラックとして以下の曲が収録されている。
1. 愛のバラード (Movie Version〜Main Title)
2. 那須の金田一耕助
3. 惨劇
4. 愛と憎しみの狭間
5. 憎しみのテーマ (Movie Version)
6. 祈り (「愛のバラード」より · Movie Version)
7. 妄執の果て
8. 孤独 (「愛のバラード」より · Movie Version – Finale)

## レコーディング・スタッフ

### ミュージシャン
- ドラム：市原康
- エレキベース：高水健二、岡沢章
- エレキギター：杉本喜代志、金成良悟、直居隆雄
- フォークギター：吉川忠英
- ピアノ：大野雄二、大原繁仁
- ハモンドオルガン：栗原稔
- トランペット：伏見修
- フルート：篠原猛、中川昌三、西沢幸彦
- ホルン：山口弘治
- オーボエ：石橋眐一
- ハープ：山川恵子
- ラテン：穴井忠臣
- ダルシマ：生見敬二
- トップバイオリン：小林武グループ
- セカンドトップバイオリン：鈴木稔グループ
- 琵琶：平山万佐子
- コンダクター：吉沢博

### スタッフ
- 制作：角川春樹
- プロデューサー：野村晶
- ディレクター：福田千秋
- ミキサー：伊豫部富治、吉田保 (A-1, B-1)
- 協力：片岡義男
- 録音スタジオ：モーリスタジオ、アオイスタジオ

## 発売履歴
| 発売日         | レーベル                                    | 規格 | 規格品番     | タイトル                                   | 備考 |
| -------------- | ------------------------------------------- | ---- | ------------ | ------------------------------------------ | --- |
| 1976年10月25日 | ビクター音楽産業                            | LP   | SJV-1282     | 「犬神家の一族」オリジナルサウンドトラック | 角川文庫同様、杉本一文のイラストによる犬神松子がメイン画。 |
| 1998年5月25日  | ヴォルケーノ / カルチャー・パブリッシャーズ | CD   | CPC8-3001    | 「犬神家の一族」オリジナルサウンドトラック | 初CD化。犬神佐清のぼやけた写真がメインになっている。 |
| 2006年12月13日 | エピックレコードジャパン                    | CD   | ESCL 2923~24 | 「犬神家の一族」Original Soundtrack        | - 谷川賢作による2006年版のためのオリジナルをディスク1に、大野雄二による1976年版のアルバム用音源に、ボーナス・トラックとしてフィルム用マスター（モノラル）から8曲を収録したディスク2の2枚組仕様。 - 映画「犬神家の一族」2006年版をメインにしたジャケット。 |
| 2013年1月15日  | ビクターエンタテインメント                  | 配信 |              | 「犬神家の一族」オリジナルサウンドトラック | |
| 2018年3月21日  | ビクターエンタテインメント                  | CD   | VICL-64976   | 「犬神家の一族」オリジナルサウンドトラック | 紙ジャケット仕様で、LP盤を忠実に再現した仕様。 |